# Johan Van Hecke
Johan Jozef Marie Clara Van Hecke (ur. 2 grudnia 1954 w Gandawie) – belgijski i flamandzki polityk, w latach 1993–1996 przewodniczący partii Chrześcijańskiej Partii Ludowej (CVP), poseł do Parlamentu Europejskiego dwóch kadencji.

## Życiorys
Ukończył w 1978 studia z zakresu socjologii medycyny, następnie przez dwa lata był asystentem na Katholieke Universiteit Leuven. W latach 1980–1983 pracował w jako naukowiec w wyższym instytucie medycznym w Gandawie.
Od 1983 do 1986 przewodniczył organizacji młodzieżowej CVP. W latach 1985–1997 sprawował mandat posła do federalnej Izby Reprezentantów. W 1991 stanął na czele klubu poselskiego Chrześcijańskiej Partii Ludowej, zaś w latach 1993–1996 był przewodniczącym tego ugrupowania. Pełnił też funkcję radnego Oosterzele (1983–1988) i burmistrza tej miejscowości (1989–1997). Po odejściu z parlamentu przez dwa lata zajmował stanowisko dyrektora Instytutu na rzecz Demokracji i Rozwoju w Republice Południowej Afryki.
W 1999 został posłem do Parlamentu Europejskiego V kadencji. W 2001 opuścił flamandzkich chadeków, organizował wówczas partię Nieuwe Christen-Democraten. Później przeszedł do ugrupowania Flamandzcy Liberałowie i Demokraci. W 2004 z jej ramienia odnowił mandat europarlamentarzysty na okres VI kadencji. W PE był m.in. wiceprzewodniczącym Podkomisji Praw Człowieka. W 2009 zrezygnował z ubiegania się o reelekcję, deklarując odejście z polityki.